# Simskolorna, Göteborg
Simskolorna var en sim- och badanläggning vid Göta älv i Göteborg, åren 1835-1850. Den var belägen strax väster om S:t Eriks hörn tidigare bastionen, och uppfördes år 1835 av löjtnanterna Ruth och Koch samt en herr Bahrman.
Anläggningen hade både dam- och herravdelningar samt restaurang (för herrarna). Damavdelningen väckte ett visst uppseende "då kvinnorna aldrig förut hos oss haft något offentligt badhus" och då det "ej heller nu behövdes ett sådant eller en sådan anläggning passade sig". 
Föreningen Göteborgs Simskola inrättades år 1833. Den 16 augusti 1842 genomförde man den första magisterpromotionen i "simkonst" och diplom utdelades.
Redan 1628 erbjöds möjligheten att bada "under tak" i Göteborg, och 1630 inrättades ett Stadzbadeeembete där Wolter Abrichtsson blev den förste utövaren.
En annons i Göteborgs Handels- och Sjöfartstidning den 6 juni 1832 lämnar vissa tvivel om tidpunkten för skolans grundande: Simm-skolan vid St Erics hörn blifver färdig till begagnande Fredagen den 8 Juni. Undervisning uti Simning lemnas i likhet med förledit år: för nybegynnare middagen från kl. 12 till 1 och för mera försigkomne från kl. 1 till 2 e. m. Afgiften är 5 R:dr B:co person. De som önska begagna denna inrättning behagade anmäla sig på stället eller hos någon af underteknade. Alex. Ruth. G F. Koch. J. C. Bahrman J:r.